# Josefov (Rožná)
Josefov (německy Josefsdorf) je vesnice, část obce Rožná v okrese Žďár nad Sázavou v Kraji Vysočina. Leží 2 km od hlavní silnice ve směru Rožná - Bystřice nad Pernštejnem. Žije zde přibližně 60 obyvatel. K Josefovu též náleží osada Suché Louky, ležící přibližně 1 km jižně na vedlejší silnici mezi Rožnou a Věžnou.

## Historie
Ves Josefov vznikla po roce 1757, po zrušení a rozprodání pozemků, které náležely k Janovickému dvoru. Jméno dostala jméno po majiteli panství Josefu Stockhammerovi. K vesnici patřila také skupina domků, vytvářející jednu dlouhou ulici jižně od Josefova a nazvaná Suché Louky. V roce 1790 bylo v Josefově 35 domů, v nichž žilo 145 obyvatel. Na počátku 20. století, v roce 1900, zde bylo registrováno 34 domů se 197 obyvateli. Na obecní pečeti má Josefov vyobrazen kříž, po jehož stranách jsou dvě hvězdy.

## Pamětihodnosti
- Kaple Panny Marie Lurdské - kaple z roku 1895, stojící ve střední části vesnice. V roce 2010 byly u kaple provedeny stavení úpravy.

## Osobnosti
- Josef Dvořák (1926–2017), malíř